# 용인 독립만세운동
용인 독립만세운동(龍仁獨立萬歲運動)은 일제강점기에 경기도 용인군에 있던 조선인들이 일본 제국의 지배에 항거하여 1919년 3월 1일 독립을 선언하고 만세운동을 시작한 계기로 1919년 3월 21일 원삼면 좌전고개에서 시작된 3.1만세운동으로 좌전고개 3.1운동라고도 부른다. 3.1운동은 대한제국 고종이 독살되었다는 고종 독살설이 소문으로 퍼진 것이 직접적 계기가 되었으며, 고종의 인산일인 1919년 3월 3일에 맞추어 한반도 전역에서 봉기하기도 하였는데 그지역중 하나이다.
약 3개월 가량의 시위가 발생하였으며, 조선총독부는 강경하게 진압했다. 조선총독부의 공식 기록에는 집회인수가 106 만여 명이고, 그 중 사망자가 7,509명, 구속된 자가 4만 7천여 명이었다. 한편 신복룡 교수나 일본 측 야마기 겐타로 등 학자들의 견해에 의하면 약 50만 명 정도가 참여한 것으로 추산하고 있다. 3·1 운동을 계기로 군사, 경찰에 의한 강경책을 펴던 조선총독부는 문화통치로 정책을 바꾸게 된다.
1946년 3월 1일 제27회 기념식을 시초로 국가 경축일로 지정되고, 1949년 10월 1일 <국경일에관한법률>을 공포함으로써 국경일로 지정되었다.
용인시에서는 2011년 신흥무관학교 100년과 용인출신 독립운동가를 주제로 학술행사와 관련 자료전시회를 개최하면서 용인의 독립 운동을 기념하고 선양하기 위한 용인독립운동기념관 건립을 추진하게 되었고 항일독립운동가(장형)와 항일독립운동자금을 지원하던 자산가(조희재)들이 세운 대학으로 알려진 단국대학교의 2007년 이전을 계기로 함께 용인시와 경기도내의 잊혀진 독립운동가 찾기에 노력과 지원을 계속하려는 다짐들을 도출해 내고 있다.

## 역사

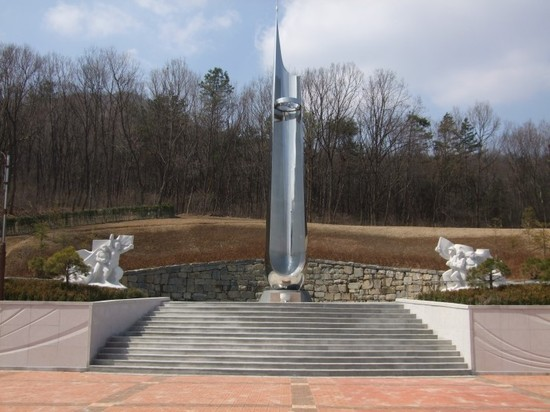
용인 3.1만세운동 기념탑(처인구 원산면 좌항리, 2011.3.29. 준공, 용인시기념사업회)

용인3·1운동은 1919년 3월 21일 원삼면 좌전고개에서 시작하여 용인군 전역으로 확대된 운동이다. 용인시에서는 1919년 3·1만세운동을 기념하기 위하여 용인독립운동기념사업회는 용인 지역의 항일독립운동을 기념하고 선양하기 위한 비영리단체로 2002년 3월 창립이후 매년 시민주도의 3.1절 기념식과 만세운동 재현 거리행진을 개최하였다. 또한 2002년부터 2005년까지 매년 8월 15일에 광복절 기념행사를 개최하였다.
2002년부터 창립당시부터 용인독립운동 선양을 위한 학술행사를 매년 개최하였다. 학술행사를 통해 용인의 3.1운동, 의병 항쟁, 애국계몽운동과 이한응, 여준, 김혁, 남정각, 정철수, 오의선, 이홍광 등과 같은 용인 관련 독립운동가의 항일민족운동이 새롭게 조명되었다.
2005년 3월 용인독립운동기념사업회가 학술행사를 통해 용인좌전고개3.1운동기념관 건립을 제기하고 이를 위한 추진위원회 구성을 용인시에 요청하였다. 이후로 2005년부터 용인3.1운동기념 시설 건립운동 전개하여 2011년 4월 21일 용인 최초 3.1만세운동 봉기 터에 용인3.1운동기념탑을 건립할 수 있었다. 또 2005년부터 매년 6월에 용인 지역 학생 대상으로 용인지역 독립운동 유적지 순례행사를 개최하고 있다. 이 행사를 통해 독립운동 소감문 공모대회도 함께 개최하여 우수작을 시상하였다.
2006년 3월 용인3.1운동기념관 건립 추진위원회가 결성되었으며 용인시에서 처인구 원삼면 좌항리 산21-1번지 좌전고개 일대 부지를 매입하여 용인3.1운동기념공원을 조성하고 기념탑 건립공사를 시작하였다. 2010년 전국공모를 통해 이용철 작가의 숭고한 빛을 당선작으로 선정하였다. 2011년 4월 21일 용인3.1운동기념 시설 건립사업의 1단계로 용인3·1운동기념탑 건립공사를 끝내고 기념탑 제막식 행사를 가졌다.
2007년 3월부터 수지구의 3.1만세운동 기념탑 건립을 추진하여 시민의 성금을 바탕으로 2008년 3월 경기도 용인시 기흥구 구갈동 강남대학교 옆 주택단지에 '김혁 공원'을 조성하였는데 이 공원은 청소년 시절을 보낸 뒤 대한제국무관학교 1기생을 거쳐 고종이 직접 수여한 졸업장을 받고 육군 참위로 복무했던 독립운동가 즉, 단군사상을 바탕으로 무장 독립운동을 펼친 용인출신 김혁(본명 김학소) 장군을 기리기 위해 조성한 것이다.
또한 2008년과 2009년에는 용인독립운동 안내 책자 1,000부 및 용인독립운동 논문집 300부를 발간하여 용인시민 및 관련 기관에 배부하였고 2009년 11월 29일 수지3.1만세운동기념탑을 건립하였다. 이외에도 임시정부 요원으로 활약했던 오의선(오희선이라고도 불림)은 경기도 용인에서 태어나 1919년 일본 메이지 대학 재학 중 2.8 독립선언이 있자 독립운동에 투신할 것으로 결심하고 상하이로 건너갔던 독립운동가로 오의선을 비롯하여 경기도 용인시 원삼면과 화산면 일대는 오희옥 애국지사의 외가와 친가가 있는 곳으로 할아버지 오인수 의병장과 아버지 오광선 등 3대의 의병운동과 독립운동을 기리는 <의병장 해주 오공인수 3대 독립항쟁 기적비>가 세워져 있어 오씨 문중의 쟁쟁한 독립운동의 함성을 들을 수 있는 곳으로 꼽는다.
죽능면 출신인 할아버지 오인수 의병장 (1867-1935)은 1905년 일제가 을사조약을 강제 체결하자 의병활동에 뛰어들었다가 일진회 송종헌의 밀고로 8년형의 징역형을 받고 서대문 형무소에서 복역한 뒤 1920년 겨울 만주 통화현 합리화 신흥무관학교에서 독립군을 양성하던 아들 오광선을 찾아 망명하여 독립운동을 지속했다.
아버지 오광선 장군 (1896-1967)은 이청천(李靑天) 장군과 함께 만주에서 서로군정서(西路軍政署) 제1대대 중대장으로 활약하는 한편, 신흥무관학교에서 교관으로 광복군을 양성하면서 대한독립군단(大韓獨立軍團)의 중대장으로 맹활약을 하였다.
또한, 어머니 정현숙 (일명, 정정산, 1900-1992) 역시 중국땅에서 독립군의 뒷바라지와 비밀 연락임무를 수행했으며, 1944년에는 한국독립당(韓國獨立黨) 당원으로 조국의 독립을 위해 투쟁한 분이다. 그런가 하면 언니 오희영 (吳熙英, 1924-1969)과 형부 신송식은 민족혁명당원으로서 조선의용대(朝鮮義勇隊)와 한국광복군 총사령부 참모처 제1과에 소속되어 광복군 참령(參領)으로 복무한 애국지사이다.
‘1905년 을사늑약’ 이후 국권회복의 일념을 품고 의병항쟁 활동을 한 할아버지 오인수 의병장을 비롯하여 아버지 오광선 장군, 어머니 정현숙은 물론 형부 신송식과 언니 오희영 그리고 한국광복진선청년공작대원으로 활약한 오희옥 애국지사까지 용인에는 해주 오씨 집안의 3대에 걸친 광복운동에 얽힌 집안처럼 의기로 조국의 독립운동에 참여했던 인사들이 많이 살던 곳이었다. 특히 의열단 등에 가입해 항일무장투쟁을 벌인 오산 남정각(1897~1967)같은 열혈 청년들이 많았다. 용인의 유림들을 이러한 독립운동가들의 뜻을 기려 포은문화제를 통하여 조명하는 특별전, 일제 강점기에 빼앗긴 조국을 되찾기 위해 항일 독립운동을 벌인 용인의 항일 독립운동가전도 열고 있다.

## 의의
용인3·1운동기념탑은 용인시 전역에서 일어난 1919년 3·1만세운동을 기념하기 위하여 건립한 것이다. 또한 용인3.1만세운동의 역사적 사실을 되살리면서 이를 창조적으로 계승 발전시키는 계기를 만들고자 하는 것이다.
기념탑 전면 옹벽에 부착된 석면에 용인의 3.1운동 내역과 피체되어 고초를 겪은 분들의 명단을 음각으로 새겨 넣었다. 반대편에는 건립 취지문과 기념탑 건립현황을 석면에 기록하였다.
용인시에서는 용인3.1만세운동의 역사적 사실을 되살리면서 이를 창조적으로 계승 발전시키는 계기를 만들고자 하는 것이다.

## 추진 사업회
용인독립운동 기념사업회는 2002년 3월 21일 발족하여 용인의 독립운동을 기념하고 선양하기 위한 비영리 단체이다. 추진한 사업으로는 매년 용인3.1절 기념행사를 개최하고 있으며 청소년 대상 용인의 독립운동유적지 답사, 용인의 독립운동가 선양학술행사를 추진하고 있다.
추진사업회에서는 그동안 용인 독립운동유적지 답사 안내 책자와 용인의 독립운동 연구논문집을 출간하였고 2009년과 2011년에는 수지구 풍덕천동과 원삼면 좌전고개에 3.1운동기념탑을 각각 건립하였다.
2011년에는 신흥무관학교 100년과 용인 출신독립운동가를 주제로 학술행사와 관련 자료전시회를 개최하였으며 용인의 독립 운동을 기념하고 선양하기 위한 용인독립운동기념관 건립을 추진하고 있다.
용인독립운동기념사업회는 용인 지역의 독립운동 선양사업과 학술연구 및 청소년의 민족정신 함양을 위한 활동에 크게 기여하고 있다. 아울러 용인 선열들의 민족을 위한 희생의 의미를 직접 느낄 수 있는 용인독립운동 기념전시관 건립을 위해 많은 노력을 하고 있다.
특히 용인독립운동 기념사업회에서는 용인시와 함께 학술행사를 통해 용인의 3.1운동, 의병 항쟁, 애국계몽운동과 이한응, 여준, 김혁, 남정각, 정철수, 오의선, 이홍광 등과 같은 용인 관련 독립운동가의 항일민족운동이 새롭게 조명하고 있다.

## 같이 보기
- 이한응
- 여준
- 김혁
- 한국의 독립운동
- 삼일절(3.1운동)
- 무오 독립선언
- 기미독립선언서
- 상하이 임시정부
- 대한민국 임시정부